# Volvo Penta

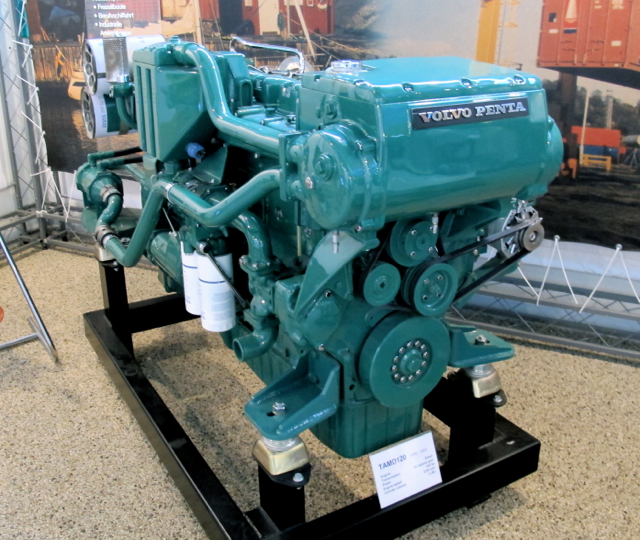
Volvo Penta TAMD120 Dieselmotor, etwa 1980

Volvo Penta ist ein Unternehmen innerhalb der Volvo Group. Es bietet Motoren und komplette Antriebssysteme an für Freizeitboote, Berufsschifffahrt, Stromgeneratoren und Industrieanwendungen. Die Anfänge gehen zurück auf das Jahr 1907.
Volvo Penta ist weltweit tätig, gilt als Marktführer bei Schiffsinnenbordmotoren und betreibt mit mehr als 4000 Händlern ein sehr großes weltweites Händlernetz. Das Motorenprogramm umfasst Schiffsdieselmotoren und Ottomotoren mit Leistungen von 7,5 bis 1500 kW. Teilweise werden diese Motoren nicht von Volvo Penta selbst entwickelt, sondern von Fremdherstellern zugekauft (zum Beispiel Mercury Marine, Perkins, Kubota und Deutz AG).
2004 stellte Volvo Penta sein Antriebssystem IPS (Inboard Performance System) für Yachten mit bis zu 100 Fuß Länge vor: Es hat nach vorn gerichtete Doppelpropeller, einzeln steuerbare Antriebe und eine Steuerung mit Joystick.
2018 richtete sich das Unternehmen auf die Elektromobilität aus, 2021 wurde das norwegische Unternehmen ZEM AS, Spezialist für Schiffsbatterien sowie elektrische Antriebs- und Steuerungslösungen, übernommen.

## Geschichte bis zum Jahr 2000
Volvo Penta entstand aus einer Gießerei in Skövde: Hier wurde 1907 ein Marine-Motor, der B1, hergestellt. 1919 erfolgte die Umbenennung der Gießerei in AB Pentaverken. Penta entwickelte sich schnell zu einem Motorenhersteller und produzierte ab 1927 die ersten Motoren für Volvo Automobile. Volvo erwarb die Penta-Werke im Jahr 1935, seitdem ist Volvo Penta ein Teil des Volvo-Konzerns. Zugekauft wurde 1973 die Produktion von Außenbordmotoren; dabei wurde die Marke Archimedes erworben, die auf ein schwedisches Unternehmen zurückgeht, das Wegbereiter bei der Herstellung von Außenbordmotoren war.
Einige von Volvo Pentas Innovationen, wie der Z-Antrieb (1959) und der Duoprop mit gegenläufigen Doppelpropellern (1982), können als bedeutsam für die Branche gesehen werden.